# Сумська альтанка
Сумська альтанка — символ міста Суми, розташована біля Сумського краєзнавчого музею. Автором проєкту майбутнього символу міста став мешканець Сум, Матвій Щавельов, уродженець Курської губернії, який служив у земській управі креслярем.

## Опис альтанки
Саме слово «альтанка» у перекладі з польської означає «відкрита тераса».
На жаль, плану альтанки, за яким вона була збудована, не залишилося. Однак більшість дослідників вважають, що її спорудили у 1900—1905 рр. за типовими проєктами, які були розміщені у спеціальному альбомі. Ці проєкти називалися «типовими» або «зразковими». На той час «зразкові» плани були популярні та мали рекомендаційний характер.
Сумська альтанка має символіку трипільської культури, язичні символи сонця та родючості, а також символи юдаїзму та Хрест. На перший погляд, вони не мають нічого спільного між собою, але це не так. Наприклад, Хрест крім відомого всім поняття Християнства, означає символ порядку, а шестикутна зірка — символ чоловічого та жіночого начал («інь» та «ян»).

## Історія створення

Альтанка (дореволюційне фото)

В кінці XIX століття до міста приїхали геологи із Санкт-Петербурга, які вважали, що знайдуть у Сумах поклади нафти. Звернулися до Сумського земства за дозволом проводити роботи по видобутку нафти. Земство дозволило геологам шукати нафту та виділило їм місце для бурління свердловини в центрі міста, перед цією ж земською управою. Проте нафти геологи не знайшли і поїхали з міста. Згодом поклади нафти таки були знайдені на Сумщині, але в Охтирці.
Про свердловину могли б вже і забути, якби не чоловік племінниці Івана Харитоненка Йосиф Ліщинський. У Ліщинського був свій сад, який тепер є міським парком, тому він купив цей шматочок землі зі свердловиною і долучив його до свого саду. Йосиф Ліщинський розпорядився, щоб цю свердловину закрили залізною плитою, а на ній збудували альтанку. Він зробив все це, бо мав надію, що у майбутньому тут таки виявлять поклади нафти.
Архітектором альтанки виступив Матвій Щавельов.
Також з того часу до нашого сьогодення дійшла традиція — кожен рік у альтанці грають духові оркестри.

## Наш час
В останні роки, починаючи з 2006 і до сьогодення, альтанку часто перефарбовують та ремонтують. Кожен рік, як вже було написано, в ній, або коло неї, грають духові військові оркестри 21 Жовтня 2007 року в Сумах офіційно відзначалися Дні Європи. В альтанці, за програмою, розташували оркестр, який супроводжував «європейське містечко» виконанням відомих мелодій та вальсів.

## Галерея

Сумська альтанка вночі